# Parque nacional Laguna de La Restinga
El Parque Nacional Laguna de La Restinga es un parque nacional ubicado en el Estado Nueva Esparta en Venezuela. Este parque conforma la unión entre la parte oriental y occidental de la Isla de Margarita, ubicándose en el municipio Tubores.
El parque nacional corresponde a una de las 8 áreas protegidas del estado Nueva Esparta

## Flora
Esta laguna costera está formada principalmente por manglares, como el mangle rojo, el negro, el blanco y el botoncillo. En las llanuras costeras se pueden observar especies como el dividive, el abrojo, el afilito, el rabo de zorro, la brusca, el cardón común, el cardón yaunero y el hueso de pescado.

## Fauna
Entre los peces que habitan en la laguna de La Restinga se encuentran el corocoro, el pargo, la sardina, el mero, el cazón, el carite, la lisa, el lebranche y el róbalo. Destacan también moluscos como el ostión, el chipichipi, el guacuco, los mejillones y la pepitona. Es importante mencionar que gran cantidad de tortugas marinas desovan en sus playas. 
Alberga, además, a aves como el togogo, la soisola de Margarita, la cotorra margariteña, el patico zambullidor, el flamenco, el alcatraz, la gaviota, la tijereta del mar, el pelícano y la garza azul, rojiza y real.

## Turismo

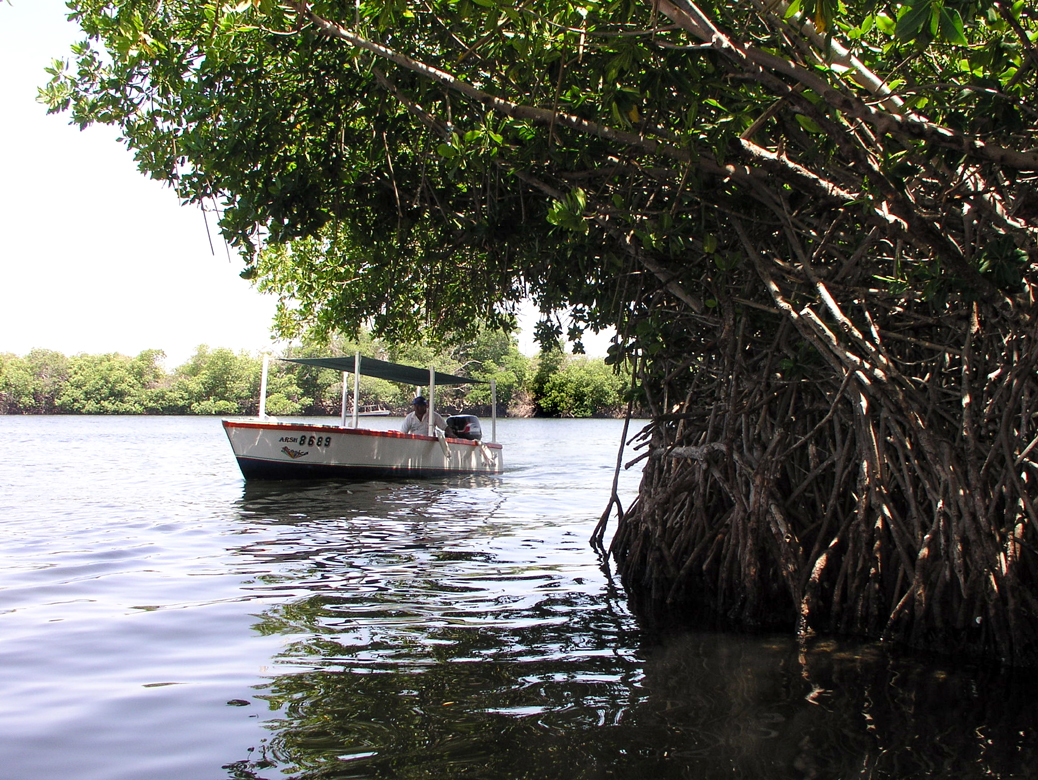
Laguna La Restinga

Existe un servicio de paseos por la laguna en botes con motor fuera de borda (tapaítos), donde llevan y traen a los turistas hacia la playa. En el recorrido se pueden observar diferentes tipos de formación de manglares ("canales", "túneles" y "plazas"), donde los visitantes (turistas y excursionistas) pueden tomar fotografías.

## Galería

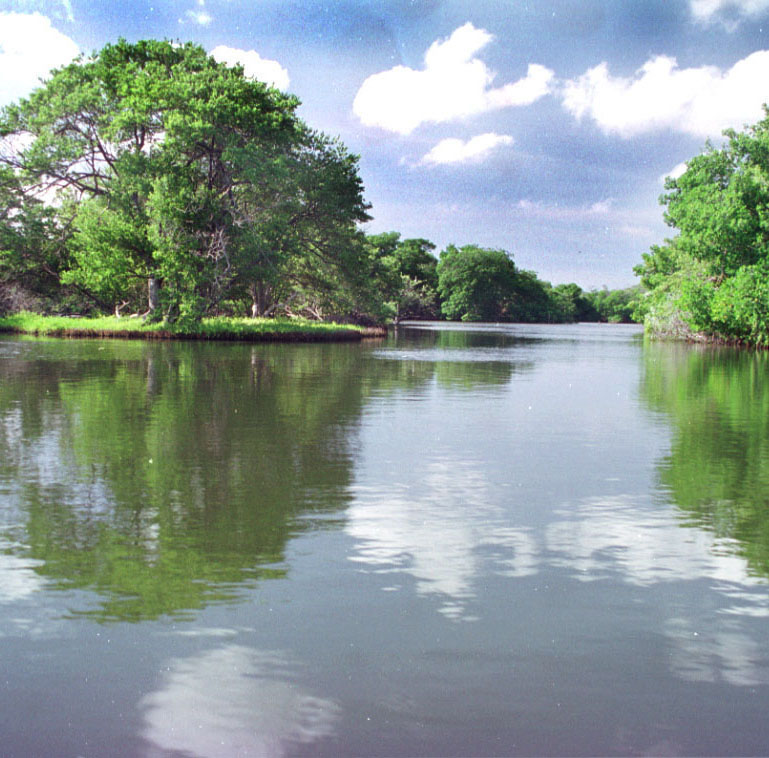
Vista de la laguna
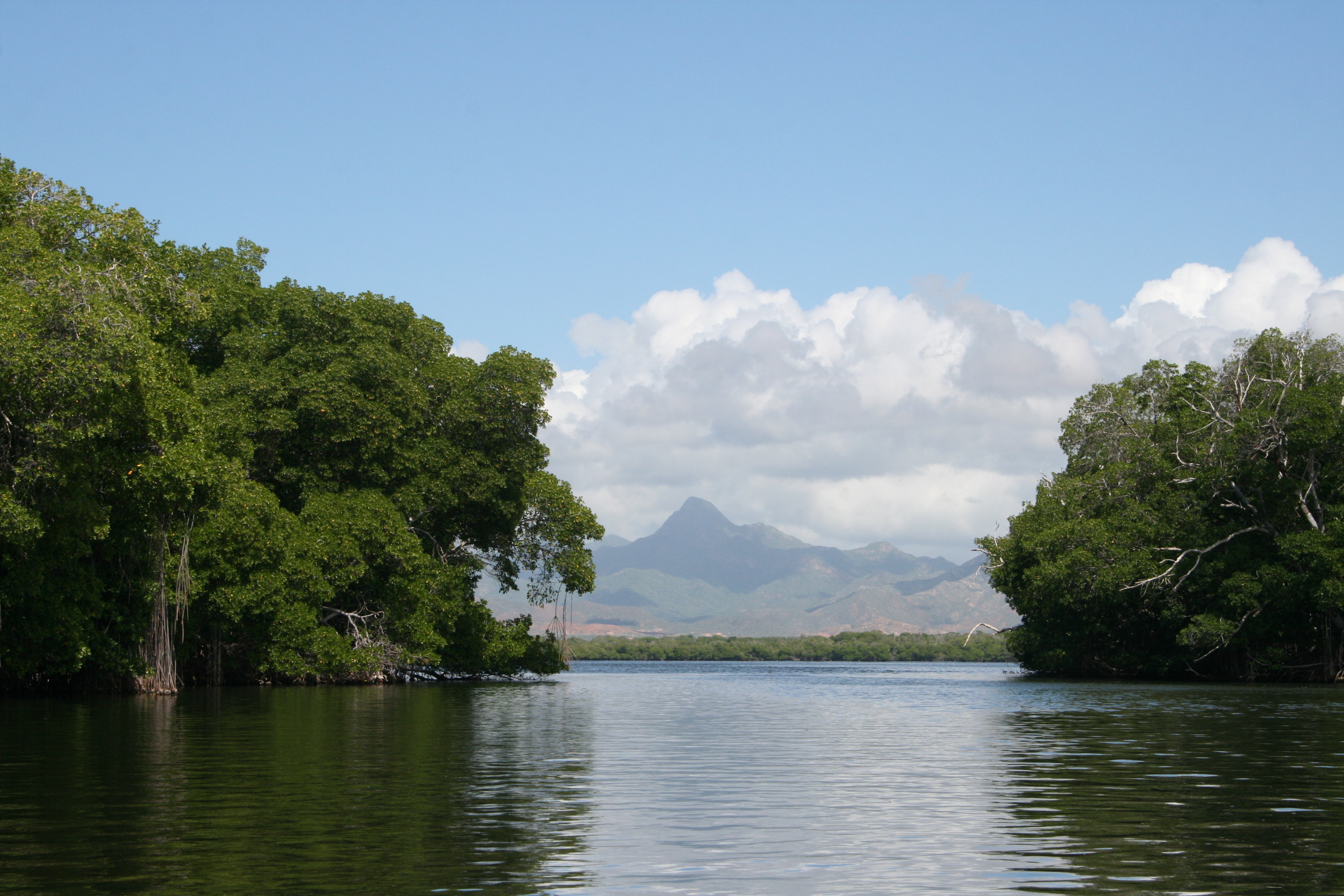
Vista desde la laguna hacia el oeste, viendo la Península de Macanao
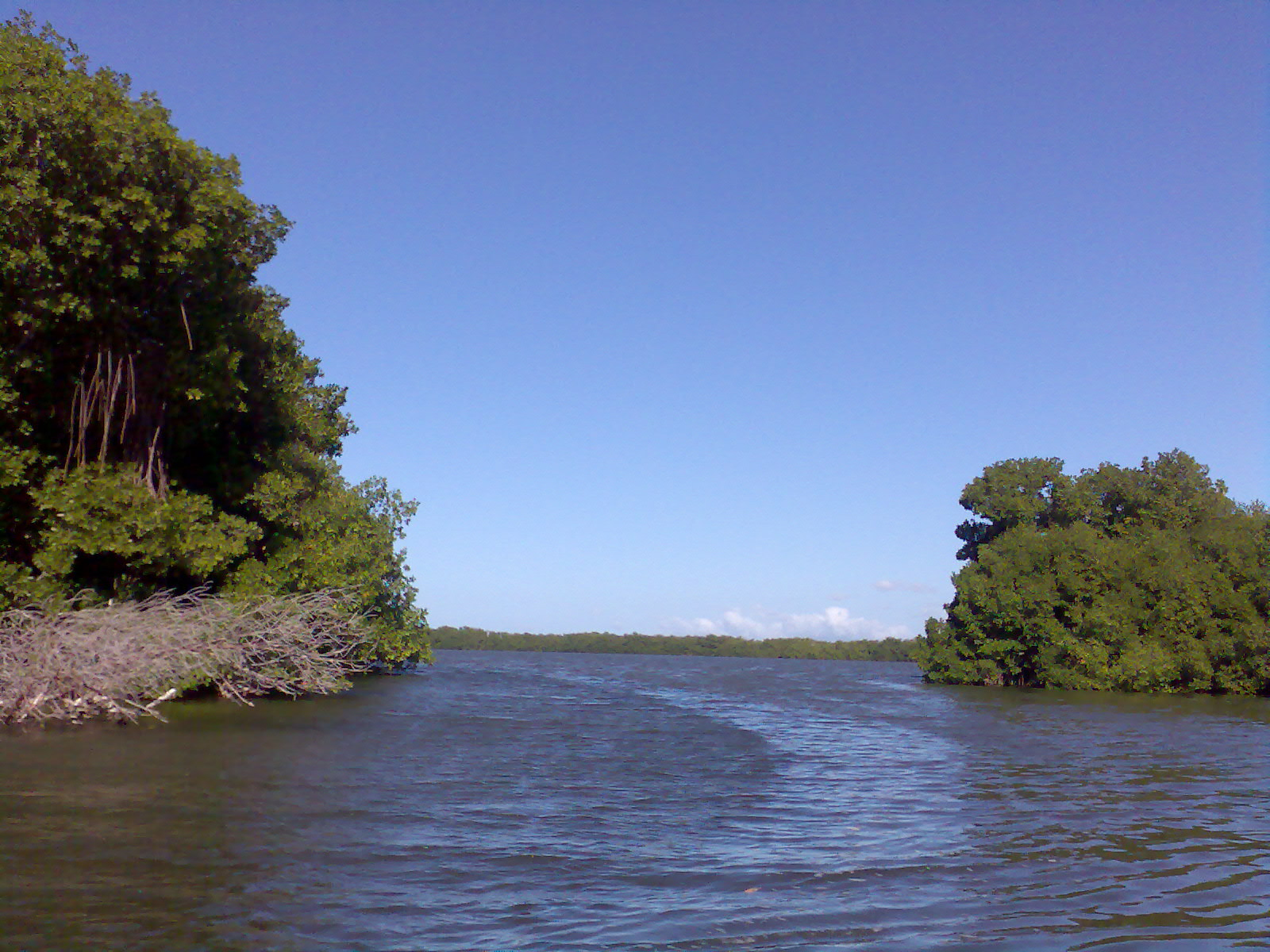
La laguna
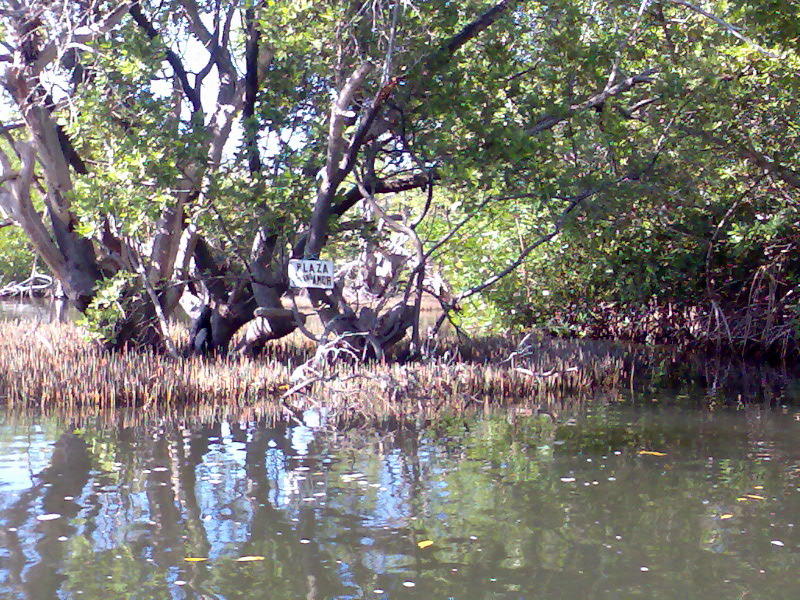
Canal entre los manglares
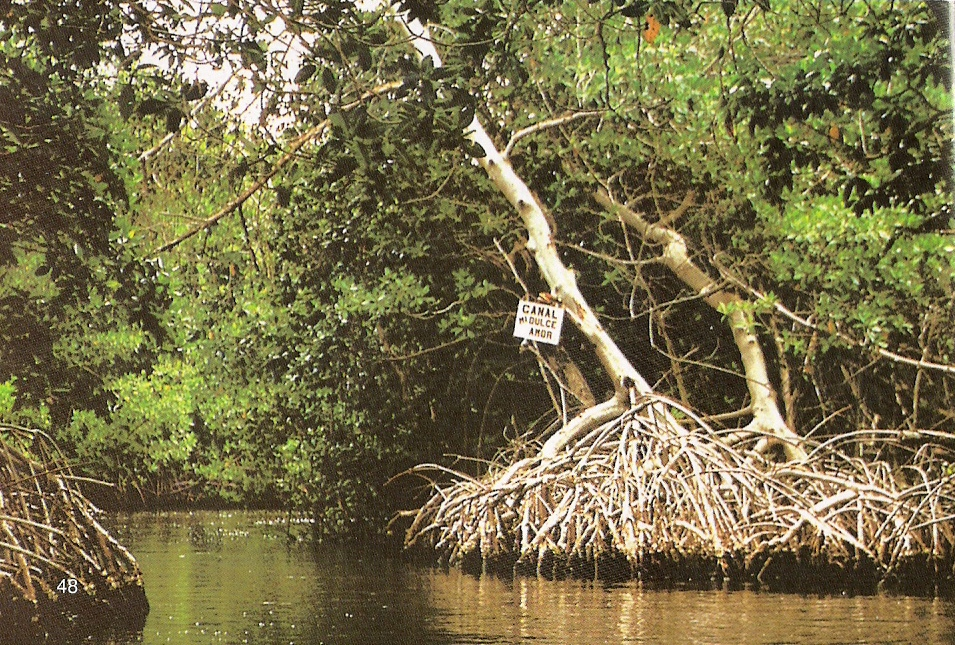
Canal entre los manglares
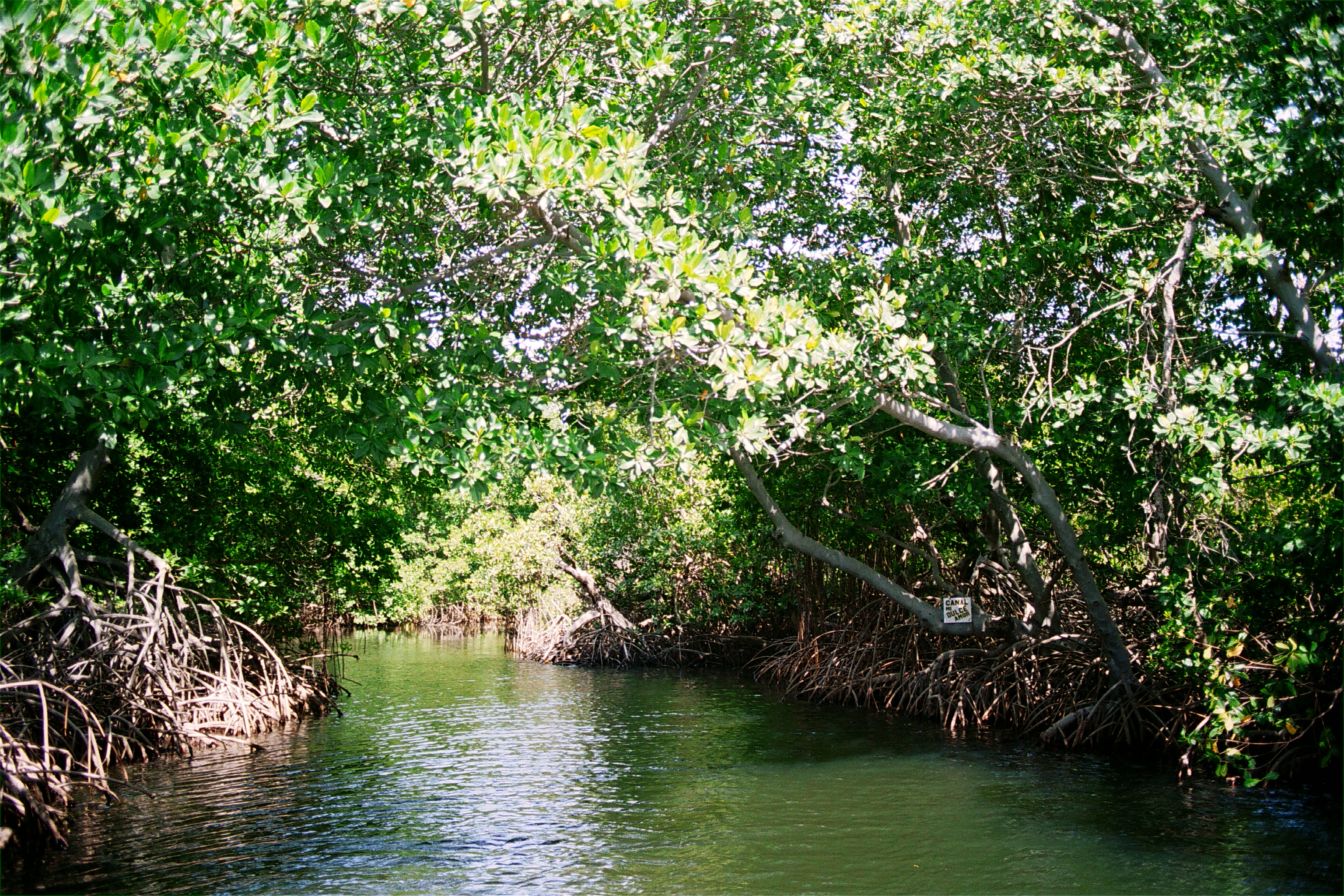
Canal entre los manglares
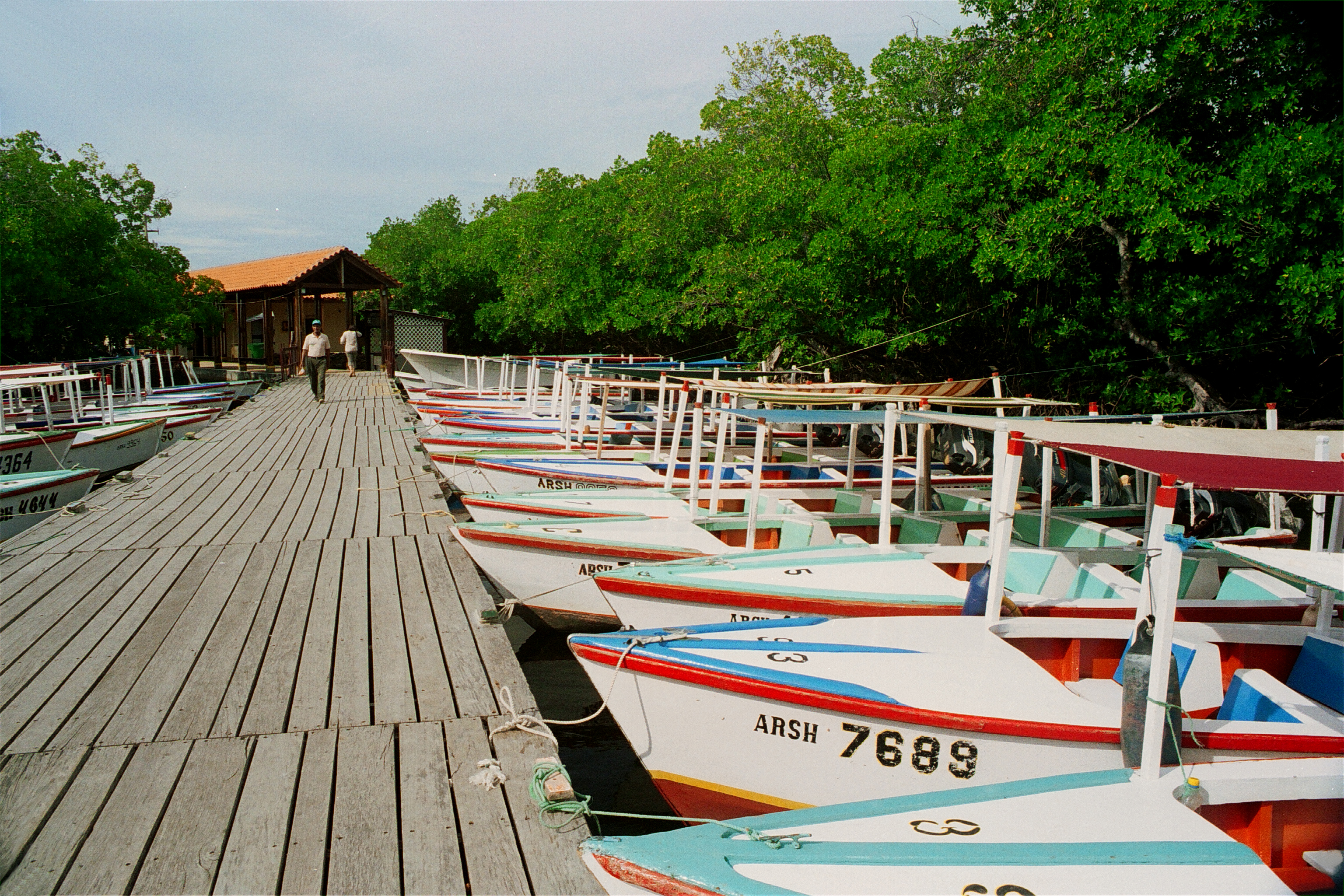
Botes de renta